# Pepino (azienda)
La Gelati Pepino, meglio conosciuta come Pepino, è una gelateria storica di Torino, in Piemonte.

## Storia
Ricordata per essere la più antica gelateria del Piemonte e una delle primissime dell'Italia settentrionale, la Gelati Pepino venne fondata nel 1884 (secondo altre fonti nel 1888) da Domenico Pepino, un gelataio di Napoli. Il 17 Giugno del 1916 Pepino cedette il marchio e le ricette ai due imprenditori Giuseppe Feletti e Giuseppe Cavagnino, che rinnovarono l'azienda e ingrandirono il laboratorio. La Pepino forniva anche il casato reale. Nel 1939 (secondo altre fonti nel 1935) venne brevettato il "Pinguino", un gelato da passeggio con crema di latte condensato e tuorlo rivestito di cioccolato destinato a godere di un vasto successo. Benché alcuni ritengano che il Pepino sia il primo gelato con lo stecco al mondo, tale dolce ha almeno due antecedenti ideati negli USA, ovvero la Eskimo Pie e la l'Ice Cream Bar della Good Humor, brevettate rispettivamente nel 1922 e nel 1923.